# ユナスカ島

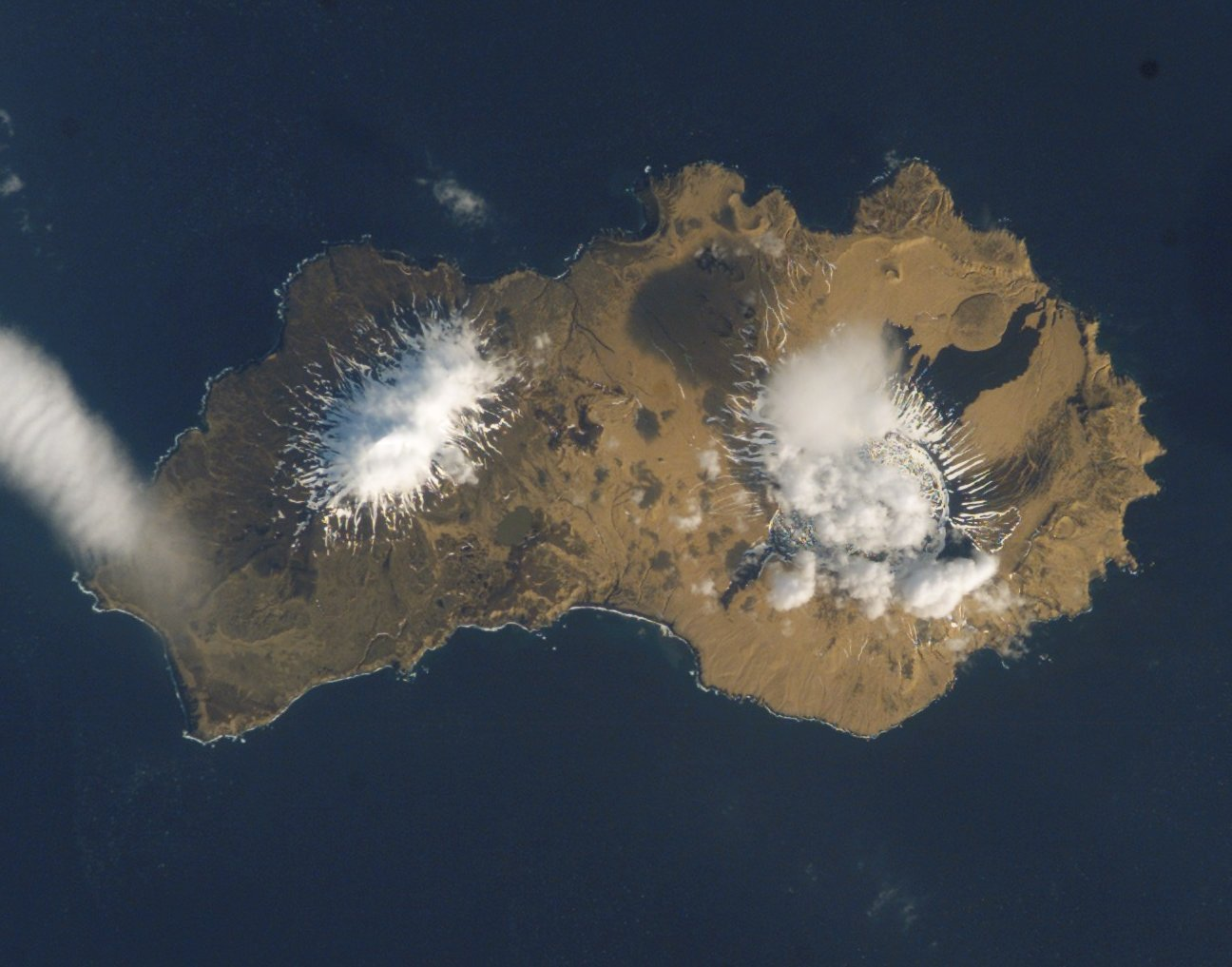
ユナスカ島

ユナスカ島 (アレウト語: Yunax̂sxa) は、アメリカ合衆国アラスカ州の南西アリューシャン列島フォー・マウンテンズ諸島で最大の島。アメリカ合衆国の2000年の国勢調査によると、無人島で、面積は173.099 km2。
長さ19.5kmで、幅は18.6km。
島は2つの火山とその間の谷から成る。西側にある山は4つの層と侵食された成層火山で構成される。今までに噴火はない。
東側の山は大きな盾状火山で頂上のカルデラは2つの層でできている。最後の噴火は1937年である。